# Cameraria
Cameraria es un género de plantas fanerógamas de la familia Apocynaceae. Es originario de la región del Caribe y Centroamérica.  Comprende 18 especies descritas y de estas, solo 7 aceptadas.

## Descripción
Son arbustos bajos muy ramificados o árboles pequeños que alcanzan un tamaño de hasta 8 m de altura, usualmente con látex blanco acre. Tallos jóvenes ligeramente angulares, volviéndose teretes con la edad; líneas o crestas interpeciolares conspicuas. Hojas opuestas, membranáceas a subcoriáceas; márgenes enteros y ligeramente revolutos; nervaduras secundarias numerosas y casi inconspicuas. Inflorescencias terminales, cimosas, con pocas flores; pedúnculos usualmente cortos; brácteas pequeñas. Flores corta- a largamente pediceladas; bractéolas ovadas, aproximadamente a la mitad del pedicelo; cáliz persistente, los lobos 5, ovados, basalmente carentes de glándulas por dentro; corola hipocraterimorfa, blanca o color crema, los lobos sinistrorsamente convolutos en el botón, reflexos en la antesis; estambres insertados en la mitad del tubo de la corola o por encima de éste, las anteras lanceoladas, subsésiles; ovario apocárpico, glabro, el ápice redondeado, el estilo terete con cabezuelas estigmáticas ligeramente engrosadas. Fruto samoroide, indehiscente con una ala irregular; semillas usualmente una por fruto, desnudas.

## Taxonomía
El género fue descrito por Carlos Linneo y publicado en Species Plantarum 1: 210. 1753 La especie tipo es: Cameraria latifolia

## Especies aceptadas
A continuación se brinda un listado de las especies del género Cameraria aceptadas hasta octubre de 2013, ordenadas alfabéticamente. Para cada una se indica el nombre binomial seguido del autor, abreviado según las convenciones y usos. 
- Cameraria angustifolia L.
- Cameraria latifolia L. - Maboa de Cuba[4]
- Cameraria linearifolia Urb. & Ekman
- Cameraria microphylla Britton
- Cameraria obovalis Alain
- Cameraria orientensis Bisse
- Cameraria retusa Griseb.